# 아치뱅 리눅스
아치뱅 리눅스(ArchBang Linux)는 간결하고 가벼운 롤링 릴리스 방식의 리눅스 배포판으로 아치 리눅스에 기초하며 오픈박스 창 관리자를 사용한다. 특히 하드웨어 성능이 낮은 컴퓨터에서도 원활하게 작동한다. 아치뱅 리눅스는 설치하고 바로 사용할 수 있도록 미리 오픈박스를 비롯해 프로그램이 설정되어 있다.
아치뱅 리눅스는 아치 리눅스를 설치해 보았지만 또 다른 PC에 다시 설치할 때 그 기본 설치 과정보다 편한 설치를 원하는 사람에게 아치 리눅스를 더 빨리 설치하는 방법으로도 권장된다.

## 역사
크런치뱅 리눅스에서 영감을 받은 아치뱅 리눅스는 원래 크런치뱅 리눅스 포럼에서 의견이 모아져 Willensky Aristide(일명 Will X TrEmE)가 만들었다. 그는 크런치뱅처럼 오픈박스를 사용하지만, 롤링 릴리스 방식을 원했다. 아치뱅 리눅스의 오픈박스 데스크톱은 가볍고 자유롭게 설정할 수 있는 기반으로 아치 리눅스를 사용했다. 크런치뱅 커뮤니티에서의 격려와 도움 그리고 Pritam Dasgupta(일명 sHyLoCk) 개발자의 동참으로 프로젝트는 시작되었다. 그 목표는 아치 리눅스를 크런치뱅 리눅스처럼 만드는 것이었다..
2012년 4월 16일부로 프로젝트 리더는 Stan McLaren이다.

## 설치
아치뱅 리눅스는 라이브 CD 형태로 배포된다. 제공되는 i686과 x86-64의 .iso 파일을 CD나 USB 메모리 스틱으로 옮겨 그것을 이용해 설치할 수 있다. 아치뱅 라이브 CD로 사용자는 시스템에 직접 아치뱅 리눅스를 설치하기에 앞서 그 운영체제를 시험해 볼 수 있다.
아치뱅 리눅스는 아치 리눅스 그래픽 설치 인터페이스를 마련하고 간단하고 따라하기 쉬운 단계별 설치 안내서도 제공한다.